# Stanisław Wędkiewicz
Stanisław Wędkiewicz /vend'kie.vici/ (n. 14 martie 1888, Rzeszów, Austro-Ungaria – d. 8 mai 1963, Cracovia, Polonia) a fost un lingvist polonez, romanist și slavist de renume, membru corespondent străin al Academiei Române (din 1929).

## Date biografice
Stanisław Wędkiewicz și-a început studiile la Cracovia și le-a continuat la Viena, sub îndrumarea reputatului romanist Wilhelm Meyer-Lübke, terminându-le în 1911 prin susținerea unei teze de doctorat pe sintaxă italiană. Continuă specializarea prin stagii la Paris, Berlin și în Italia. Întreaga sa activitate a fost de excepție: spirit enciclopedic, va fi preocupat de domeniul mai larg al umanioarelor. Om de acțiune, se implică activ în societate, fiind între primii organizatori ai Universității din Poznań după Primul Război Mondial. Pe parcursul vieții a funcționat la cele trei mari universități poloneze: Varșovia, Cracovia și Poznań.

## Stanisław Wędkiewicz și românii
Învățatul polonez s-a dedicat în special studierii limbii române, fiind primul specialist care a cercetat urmele graiurilor românești din Carpații Nordici, duse acolo cu prilejul migrațiilor păstorești valahe. El a constatat că elementele de limbă română din graiurile poloneze de la munte datează dintr-o epocă anterioară primelor scrieri românești. Trebuie notat și că în deceniul al doilea al secolului XX l-a avut ca student la Cracovia pe eminentul slavist și diplomat Grigore Nandriș.

## Lucrări
- Zur Charakteristik Der Rumänischen Lehnwörter Im Westslavischen, Viena, 1914;
- Dyalekt rumuński używany na ziemiach polskich, în Język polski i jego historia, cz. II, p. 449-451 (Encyklopedia Polskiej Akademii Umiejętności, t. II, Dział III), Cracovia, 1915.
- De quelques emprunts du slave occidental au roumain, în "Rocznik Slawistyczny" (red. J. Łoś, K. Nitsch, J. Rozwadowski Kraków), t. VII, 1915.
- Contributo alia caratteristica dei dialetti meridionali d’Italia, 1920;
- Câteva cuvinte privitoare la unele probleme din domeniul istoriei legăturilor sufletești între români și poloni, 1921;
- Z dziejów polonistyki w Rumunii. Din istoria polonisticii în România: Bogdan Petriceicu Hasdeu, Prace Filologiczne XII, 1927.